# Jakob Seisenegger
Jakob Seisenegger (ur. 1505 w Dolnej Austrii, zm. 1567 w Linz) – austriacki malarz renesansowy, portrecista. 
W 1531 był nadwornym malarzem cesarza Ferdynanda I w Augsburgu. W 1532 wykonał portret Karola V z psem, którego wersję namalował później Tycjan.